# Gula Matari
Albums de Quincy Jones
Walking in Space
(1969)
Gula Matari est un album de musique produit, dirigé et arrangé par Quincy Jones sorti en 1970.

## Titres
1. "Bridge over Troubled Water" (Art Garfunkel, Paul Simon) – 5:09
2. "Gula Matari" (Quincy Jones) – 13:02
3. "Walkin'" (Benny Golson) – 8:02
4. "Hummin'" (Nat Adderley) – 8:08

## Musiciens
- Quincy Jones - arrangeur, chef d'orchestre
- Pepper Adams - Flute, Saxophone Baryton
- Wayne Andre - Trombone
- Danny Bank - Basse, Saxophone Baryton
- Seymour Barab - Violoncelle
- Ray Brown - Contrebasse
- Ron Carter - Contrebasse
- Richard Davis - Basse
- Don Elliott - Percussion
- Eric Gale - Guitare
- Al Grey - Trombone
- Herbie Hancock - Claviers
- Hilda Harris - Chœur
- Major Holley -Basse, Chant
- Freddie Hubbard - Trompette, Bugle
- Marilyn Jackson - Chœur
- Milt Jackson - Vibraphone
- Jimmy Johnson Junior - Percussion
- Bob James - Claviers
- Hubert Laws - Flute
- Barbara Massey - Chœur
- Daniel Moore - Trompette, Bugle
- Kermit Moore - Violoncelle
- Benny Powell - Trombone
- Jerome Richardson - Saxophone Soprano
- Ernie Royal - Trompette, Bugle
- Valerie Simpson - Chant
- Lucien Schmit - Violoncelle
- Bobby Scott - Claviers
- Alan Shulman - Violoncelle
- Warren Smith - Percussion
- Marvin Stamm - Trompette, Bugle
- Tony Studd - Trombone
- Grady Tate - Batterie
- Toots Thielemans - Guitare et sifflet (solo sur Hummin')
- Gene Young - Trompette, Bugle